# Lasiobelba granulata
Lasiobelba granulata är en kvalsterart som först beskrevs av Sandór Mahunka 1986.  Lasiobelba granulata ingår i släktet Lasiobelba och familjen Oppiidae. Inga underarter finns listade i Catalogue of Life.